# کازویوشی میکامی
کازویوشی میکامی (انگلیسی: Kazuyoshi Mikami؛ زادهٔ ۲۹ اوت ۱۹۷۵) بازیکن فوتبال اهل ژاپن است.
از باشگاه‌هایی که در آن بازی کرده‌است می‌توان به باشگاه فوتبال ویسل کوبه، باشگاه فوتبال یوکوهاما مارینوس، باشگاه فوتبال جف یونایتد ایچیهارا چیبا، و باشگاه فوتبال توکیو وردی اشاره کرد.